# یرواند بازن
یرواند بازن (ارمنی: Երւանդ Բազէն؛ زادهٔ ۱۸۹۹ - ۲۳ مهٔ ۱۹۶۶) یک شاعر ارمنی‌تبار اهل ایران بود.

## زندگی‌نامه
وی با نام اصلی یرواند میرزایان  در ۱۸۹۹ در تبریز به دنیا آمد تحصیلات ابتدایی را در مدارس آرامیان، هایکازیان-تاماریان، و سپس در فرانسوی تبریز و مدرسه کشیشی تبریز را فرا گرفت. اولین اثر وی در روزنامه زانگ تبریز به چاپ رسید. وی عضو اتحادیه نویسندگان ارمنی ایران بود.  وی در ۲۳ مهٔ ۱۹۶۶ در سن ۶۷ سالگی درگذشت.